# Étienne Serres
Pour les articles homonymes, voir Serres.

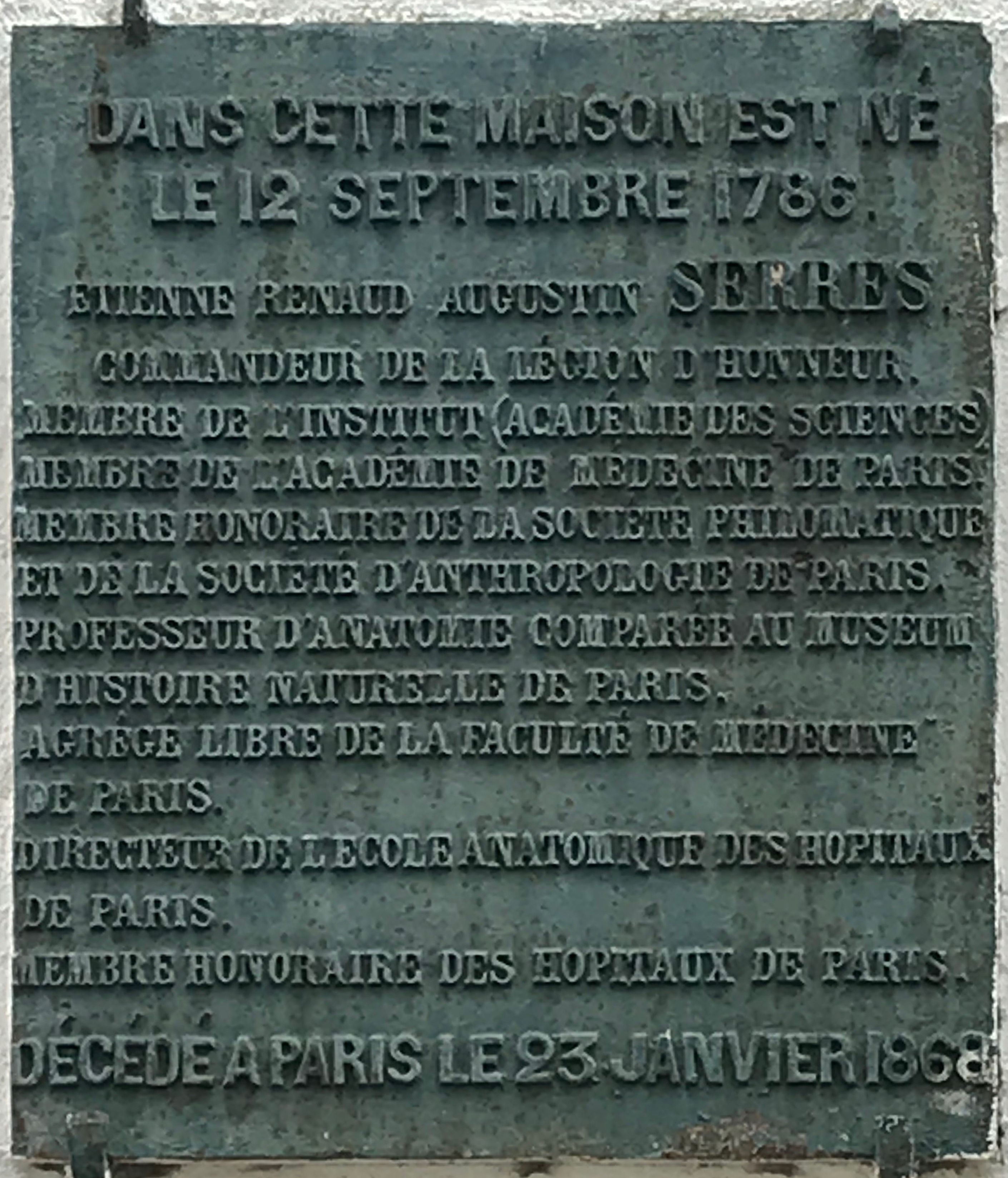
Plaque commémorative, maison natale de Serres, rue des Couteliers, 47320 Clairac

Étienne-Renaud-Augustin Serres est un médecin, anatomiste et embryologiste français né à Clairac (Lot-et-Garonne) (à l'époque « Clayrac » ou "Clérac") le 12 septembre 1786 et mort à Paris le 22 janvier 1868. 

## Biographie
Au Muséum national d'histoire naturelle il occupa la chaire d'Anthropologie de 1839 à 1855 et la chaire d'Anatomie comparée de 1855 à sa mort (Paul Gervais lui succéda dans cette dernière). 
Il a été membre de l'Académie nationale de médecine et de l'Académie des sciences, 

## Publications
- avec Marc-Antoine Petit, Traité de la fièvre entéro-mésentérique, observée, reconnue et signalée publiquement à l'Hôtel-Dieu de Paris, dans les années 1811, 1812 et 1813, chez Hacquart, Paris, 1813 (lire en ligne)
- Des lois de l’ostéogénie, 1815
- Essai sur l’anatomie et la physiologie des dents, 1817
- Anatomie comparée du cerveau dans les quatre classes des animaux vertébrés, 1824-1826 (2 volumes et atlas)
- Anatomie comparée des monstruosités, 1826
- Traité des maladies organiques de l’axe cérébro-spinal du système nerveux, 1828
- Recherches d’anatomie transcendante et pathologique, 1832
- Théorie des formations et des déformations organiques, 1832
- Précis d'anatomie transcendante appliquée à la physiologie, Librairie Charles Gosselin, 1842

## Distinctions
- chevalier de la Légion d'honneur,
- officier de la Légion d'honneur,
- commandeur de la Légion d'honneur.

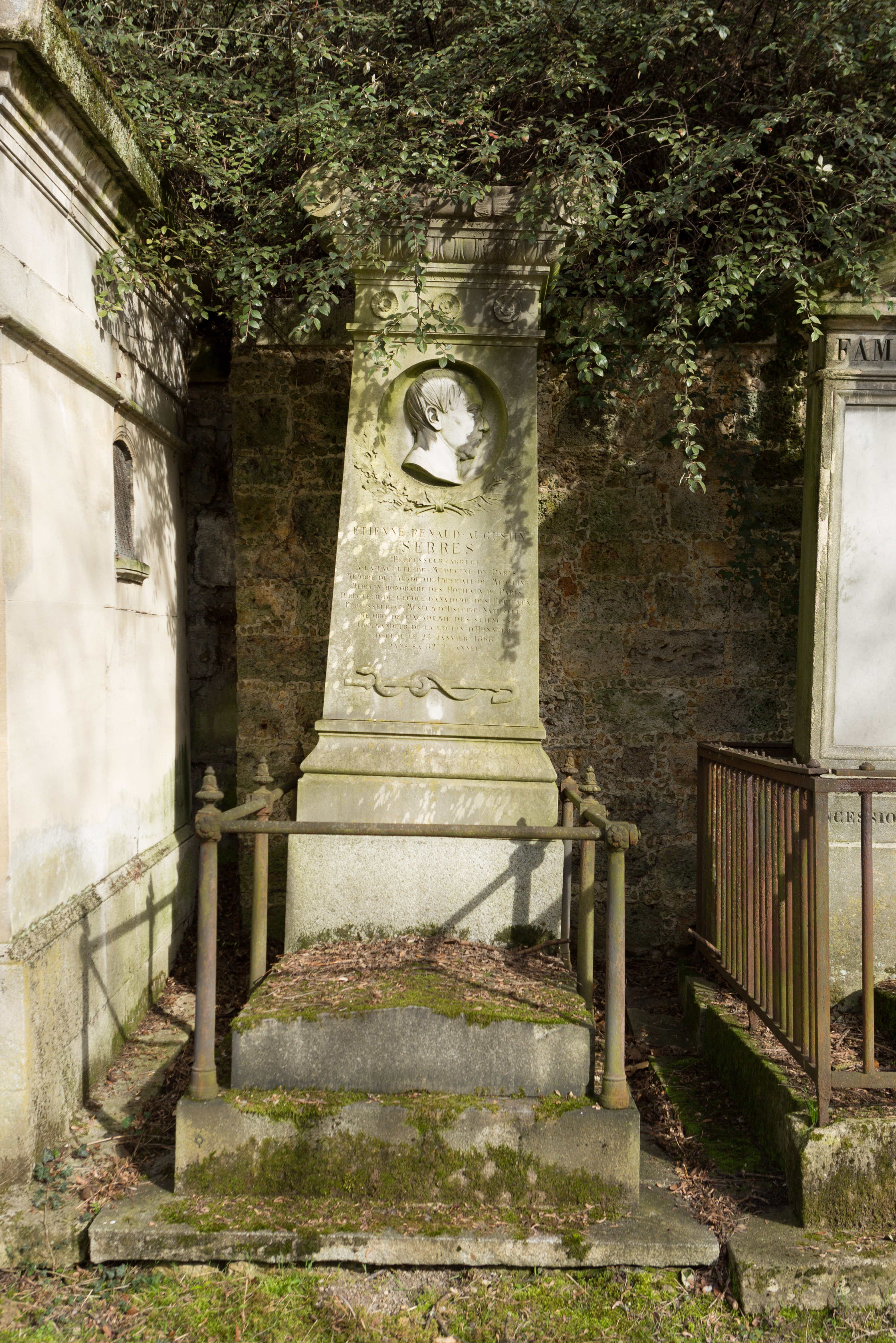
Tombe d'Étienne Serres au cimetière du Père-Lachaise.